# اجیت سینگ یاداو
اجیت سینگ یاداو (انگلیسی: Ajeet Singh Yadav؛ زادهٔ ۵ سپتامبر ۱۹۹۳) ورزشکار دو و میدانی اهل هند است.
وی در مسابقات کشوری و بین‌المللی در مجموع برندهٔ ۲ مدال طلا، ۱ مدال برنز شده‌است.